# Bye Bye Baby
Singles de Madonna
Rain
(1993) I'll Remember
(1994)
Pistes de Erotica
Fever Deeper and Deeper
Bye Bye Baby est une chanson de l'artiste américaine Madonna ; elle est issue de son cinquième album studio, Erotica (1992), et sort en single le 15 novembre 1993 en tant que sixième et dernier single de l'album. Bye Bye Baby est une chanson écrite par Madonna, Shep Pettibone et Anthony Shimkin. Elle est produite par Madonna et Pettibone.
La chanson s'inspire de ses sentiments à cette période et de ses pensées BDSM. Musicalement, c'est une chanson hip-hop qui sample un passage du titre Jingling Baby, interprété par LL Cool J et sorti en 1990. La voix de Madonna est traitée pour que l'on ait l'impression qu'elle sort d'une vieille radio. Dans Bye Bye Baby, Madonna pose des questions à un amant qu'elle est sur le point de quitter.
Bye Bye Baby reçoit des avis mitigés de la part des critiques. Elle est à la fois complimentée pour les paroles et sa structure musicale mais critiquée pour la prestation vocale de Madonna. La chanson bénéficie d'une promotion internationale limitée et arrive en septième position du hit-parade italien. Madonna interprète Bye Bye Baby lors des MTV Video Music Awards de 1993 et du Girlie Show. Pour ces deux prestations, elle est vêtue d'un queue-de-pie et d'un haut-de-forme. Ses choristes et elle dansent avec trois femmes vêtues du strict minimum dans un décor de maison close. Les critiques remarquent la transcendance des genres et le jeu de rôle[Quoi ?], tout en pensant qu'il s'agit d'une réponse à la misogynie.

## Genèse
Après le tournage du film Une équipe hors du commun, Madonna commence l'enregistrement de son cinquième album studio avec Shep Pettibone. La chanteuse se sent malheureuse après plusieurs ruptures et décharge sa dépression sur sa musique. Selon Lucy O'Brien, auteur de Madonna: Like an Icon, il n'y a pas de chansons « sucrées » dans l'album car la plupart reflète les émotions de Madonna. Elle crée le personnage dominatrice Dita. Les textes des chansons et les photographies du livre Sex rappellent ses pensées S&M. Bye Bye Bay est l'une de ses chansons.
Le 15 novembre 1993, la sortie de Bye Bye Baby en Australie coïncide avec la section australienne du Girlie Show. La sortie du single est accompagnée de remixes qui ne diffèrent pas tellement de la version originale. Certains ajoutent des rythmes et des sons. Dans sa critique du single, Jose F. Promis d'AllMusic dit que la version originale est la meilleure et que le remix Madonna's Night on the Club montre « des orgues tourbillonnantes et des effets de guitare » en opposition au rythme house du début des années 1990, ce qui en fait l'élément le plus intéressant du morceau.

## Enregistrement et structure musicale
Bye Bye Baby est une chanson écrite par Madonna, Shep Pettibone et Anthony Shimkin puis produite par Madonna et Pettibone. Elle est enregistrée aux studios Sound Works Studios à Astoria et sample un passage de Jingling Baby, interprétée par le rappeur LL Cool J en 1990,. Pettibone produit le séquençage, l'arrangement des claviers et la programmation avec Shimkin. Dennis Mitchell et Robin Hancock sont les ingénieurs du son tandis que George Karras s'occupe du mixage. Ted Jensen fait le mastering avec Mark Goodman en ingénieur assistant. Niki Harris et Donna De Lory enregistre les chœurs. Pour Bye Bye Baby, Madonna et Pettibone voulaient un thème années 1940 en modifiant la voix pour que l'on ait l'impression qu'elle sort d'un vieux poste de radio. Pour arriver à cela, ils utilisent un filtre Pultec HLF. Shimkin dit que les voix de Bye Bye Baby sont issues de la première session. Il ajoute que le filtre vocal a été appliqué lors de l'enregistrement et lorsque Madonna chantait devant le micro.
Bye Bye Baby est une chanson dance et hip-hop qui commence par la phrase « Ceci n'est pas une chanson d'amour, ». Tout au long de la chanson, on peut entendre une basse en opposition avec un clavier tandis que la voix de Madonna est atténuée. On peut entendre de temps à autre des cris en fond. La chanson se termine par le son d'une explosion. La voix de Madonna sonne comme un répondeur. La dernière phrase, « Tu as tout gâché », bipe comme la fin d'un message. Selon la partition publiée par Alfred Publishing, Inc., la chanson a une mesure en 4/4 avec un tempo de 120 pulsations par minute. Elle est composée dans la tonalité de Fa mineur tandis que la voix de Madonna s'étend entre les notes Fa2 à La3. La chanson suit la progression d'accords Sol–Si–Sol–Ré–Sol–Ré mineur.
Dans les paroles, Madonna pose des questions à un amant qu'elle est sur le point de quitter. Elle dit, par exemple, « Est-ce-que cela te rend heureux de me voir pleurer ? Je pense que oui, ». La phrase « J'aimais te blesser » a été comparée à celle d'Erotica : « Je blesse seulement celui que j'aime, ». Richard Harrington, journaliste du The Washington Post, remarque Madonna utilise une « voix légèrement moqueuse, détachée et trafiquée qui parle de prendre le contrôle plutôt que de se venger sur un partenaire dominant et joueur ». En analysant les paroles, Chris Willman de Los Angeles Times qualifie Bye Bye Baby de « chanson snob ».

## Accueil

### Critique
Bye Bye Baby reçoit des avis partagés. Stephen Holden de The New York Times la décrit comme une chanson « rusée, qui a du cran ». J. D. Considine de The Baltimore Sun loue Bye Bye Baby en écrivant : « C'est le moment où Madonna et ses coproducteurs vont au-delà de l'attendu—comme le groove dense et fantaisiste de Bye Bye Baby [...] l'album réchauffe vraiment, générant un son près du corps dans le meilleur sens du terme ». John Myers de Yahoo! Voices déclare que la chanson est « simplement irrésistible ». David Browne d'Entertainment Weekly écrit que Madonna est « honnête » dans la chanson. Louis Virtel de The Backlot inclut la chanson dans les « 100 plus grandes chansons de Madonna » en ajoutant : « un renvoi hip-hop avec un flair de cabaret ». Michael R. Smith de The Daily Vault trouve la chanson « défiante » et « conflictuelle ». Il affirme que Madonna oriente les paroles vers ses relations avec Warren Beatty et Sandra Bernhard.
Arion Berger de Rolling Stone remarque le scénario de Madonna « jetant » son amant dans la chanson mais trouve sa voix « infantile » et le rendu « plat ». Il ajoute que son chant n'a pas suffisamment d'assurance et que Madonna « aurait pu être une drag queen jouant avec un tube populaire du passé ». Rikky Rooksby, auteur du livre The Complete Guide to the Music of Madonna, trouve que les paroles « agressives » et les obscénités de la fin ne suivent pas l'ambiance érotique de l'album et « soutiennent un air de narcissisme et de calcul ». O'Brien remarque que les paroles sont cool mais « plates ». Elle critique le rythme dance de la chanson qu'elle juge « à peine apparent » et ajoute que Madonna sonne « comme si elle n'était pas pleinement concentrée, ou comme si elle n'en avait pas les moyens—ce que les guérisseurs appelleraient 'épars chi', un faible élan vital ».

### Commercial
Bye Bye Baby reçoit une promotion assez faible étant qu'elle ne sort en single qu'en Allemagne, Japon et Océanie. Cependant, elle arrive quand même en septième position du hit-parade italien bien qu'elle ne soit pas officiellement un single. Il s'agit de la cinquième chanson d'Erotica à atteindre le top 10. Le 25 novembre 1993, Bye Bye Baby entre à la 39e place du classement suisse avant d'atteindre la 28e place trois semaines plus tard. Le 5 décembre 1993, elle intègre le hit-parade australien en 31e position avant de grimper en quinzième position la semaine suivante. Elle quitte le classement après huit semaines de présence. Bye Bye Baby entre à la 49e place du classement néo-zélandais le 25 novembre avant d'en ressortir la semaine suivante. Elle réintègre le hit-parade le 23 janvier 1994 à la 43e place.

## Interprétations scéniques

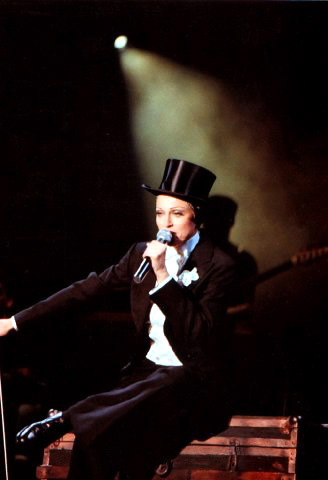
Madonna, lors du Girlie Show, interprète Bye Bye Baby.

Le 2 septembre 1993, Madonna ouvre la cérémonie des MTV Video Music Awards en interprétant Bye Bye Baby. Elle fait des cabrioles sur scène avec trois danseuses à moitié nues dans un décor de maison close et exécute une chorégraphie simulant l'acte sexuel,,. Le chorégraphe Alex Magno voulait faire Justify My Love ou The Beast Within mais Madonna a jugé que cela serait trop sujet à controverse à la télévision et rejette l'idée. Cependant, c'est Bye Bye Baby qui est choisie et interprétée avec la même chorégraphie que dans le Girlie Show. Louis Virtel de The Backlot classe la prestation à la huitième place des onze meilleurs moments de Madonna aux VMA. Il loue la prestation lors de la cérémonie : « une sacrée prestation de VMA » et « un retour cinématographique à tomber par terre, ».
Lors du Girlie Show, Madonna, accompagnée de ses choristes DeLory et Harris, est habillée en gentleman victorien, avec un chapeau haut-de-forme et un queue-de-pie. L'ensemble est un hommage à l'actrice Marlene Dietrich dans le film Cœurs brûlés. La principale inspiration derrière cette prestation est puisée chez les showgirls des années 1900 et les danseuses de la Revue Takarazuka. Madonna transforme sa voix en celle d'un Monsieur Loyal pour annoncer l'entrée des trois danseuses. Un filtre vocal similaire à celui du single est utilisée pendant la chanson. Les strip-teaseuses séduisent Madonna et ses choristes en les dominant et en prenant des poses à caractère sexuel. La prestation du 19 novembre 1993 au Sydney Cricket Ground est visible dans la vidéo The Girlie Show: Live Down Under.
Brett Beemyn remarque dans son livre Queer Studies que Madonna étend le portrait caractéristique des butch-fem. Il ajoute qu'en jetant un coup d'œil, la prestation peut apparaître comme un « numéro typiquement provocateur » par la chanteuse mais sous-tend qu'elle « une perspective queer plus complexe ». Les rôles des butchs sont joués par des femmes Afro-Américaines tandis que les rôles des strip-teaseuses sont joués par des femmes Asian-American. Il y a également des simulations de masturbation et de pénétration sexuelle. Beemyn conclut en disant que « le fait que Madonna choisisse des femmes « Asian-American » dans le rôle des femmes renforce les stéréotypes sur les asiatiques passives, exotiques et 'autre' féminines. Cela se moque du fait que ces femmes ont servi de 'filles de joie' pour les militaires américains, par conséquent, Madonna fait une déclaration contre le machisme, dans sa manière queer ». Pour Gerry Bloustien, auteur du livre Girl Making, les prestations de Bye Bye Baby et Like a Virgin soulignent « le flou entre les genres et les représentations ».

## Versions du titre
| CD single Allemagne/Australie, 1. Bye Bye Baby (album version) – 3:56 2. Bye Bye Baby (N.Y. Hip Hop Mix) – 3:51 3. Bye Bye Baby (California Hip Hop Jazzy) – 3:43 4. Bye Bye Baby (Madonna's Night On the Club) – 5:16 5. Bye Bye Baby (Rick Does Madonna's Dub) – 6:20 6. Bye Bye Baby (House Mix) – 3:50 7. Bye Bye Baby (Madonna Gets Hardcore) – 4:24 Vinyl 33 tours Allemagne/Cassette single Australie, 1. Bye Bye Baby (album version) – 3:56 2. Bye Bye Baby (N.Y. Hip Hop Mix) – 3:51 | Vinyl 45 tours Allemagne 1. Bye Bye Baby (N.Y. Hip Hop Mix) – 3:51 2. Bye Bye Baby (Madonna's Night On the Club) – 5:16 3. Bye Bye Baby (Tallahassee Pop) – 3:48 4. Bye Bye Baby (Rick Does Madonna's Dub) – 6:20 CD single Japon 1. Bye Bye Baby (album version) – 3:56 2. Rain (radio remix) – 4:33 |

## Crédits
- Madonna – voix, auteur, productrice
- Shep Pettibone – auteur, producteur, claviers, programmation
- Anthony Shimkin – auteur, séquençage, claviers, programmation
- Dennis Mitchell – ingénieur du son
- Robin Hancock – ingénieur du son
- George Karras – ingénieur mixage
- Ted Jensen – mastering
- Mark Goodman – ingénieur assistant
- Donna DeLory – chœurs
- Niki Harris – chœurs

Crédits issus de l'album Erotica.

## Classements par pays
| Pays             | Position |
| ---------------- | -------- |
| Australie        | 15       |
| Italie           | 7        |
| Nouvelle-Zélande | 43       |
| Suisse           | 28       |